# 신주중학교
신주중학교(神主中學校)는 대한민국 경상남도 양산시 물금읍 범어리에 있는 공립 중학교이다.

## 학교 연혁
- 2006년 1월 27일 : 신주중학교 설립 인가
- 2006년 3월 1일 : 신주중학교 개교
- 2006년 3월 1일 : 제1대 이상구 교장 취임
- 2006년 3월 : 제1회 입학식 (470명 13학급)
- 2009년 2월 17일 : 제1회 졸업식 (470명)
- 2021년 9월 1일 : 제8대 윤영희 교장 취임
- 2023년 1월 5일 : 제15회 졸업식(382명, 누계 5,564명)
- 2023년 3월 2일 : 제18회 입학식(14학급)

## 참고 자료
- 신주중학교 - 한국교육학술정보원 학교알리미